# 両角岳彦
両角 岳彦（もろずみ たけひこ、1951年 - ）は、長野県出身の自動車評論家。

## 経歴
- 1976年 日本大学大学院理工学研究科修士課程修了（自動車の運動力学専攻）[1]
- モーターファン（三栄書房）編集部
- 1982年 独立。フリーランスの自動車評論家となり、現在に至る

## 著書・執筆関連書籍・執筆関連誌
- ハイブリッドカーは本当にエコなのか?（宝島社）
- Tech-mobi 全天候4WDスポーツカー論（学習研究社）
- 本音のクルマ論（学習研究社）
- 本音のクルマ選び（洋泉社）
- 図解 自動車のテクノロジー（三栄書房）
- 図解 自動車のテクノロジーII 最新技術編（三栄書房）
- Motor Fan illustrated 〜Vol.12（モーターファン・イラストレーテッド）（三栄書房）
- ITS早わかり読本―車のIT革命 基礎からビジネス発想まで（山海堂）
- 世界の名車グラフィティ BMW（新潮社）
- The race―The racing tradition that’s Skyline（福武書店）